# Jolin Tsai
Jolin Tsai (蔡依林, em chinês; Tsai I-lin, em pinyin) é uma cantora e atriz de mandopop de Taiwan. Seu nome era Cài Yilín, mas mudou para 蔡依翎 e Tsai I-ling (atual). Atualmente, Tsai é uma das cantoras mais populares no mercado musical mandarim.
Conhecida por reinventar sua música e imagem, ela é citada como um enorme papel de popularizar a música de dança como música mainstream na Grande China .Muitas vezes referida como a " Rainha do C-pop ",  " Rainha Dançante da Ásia "  e " Madonna Asiática ", ela alcançou popularidade nos países de língua chinesa ao lançar uma série de Comercial e criticamente bem sucedidos e tem uma base de fãs dedicada em todo o mundo. 
Tendo vendido mais de 25 milhões de discos na Ásia, Tsai é reconhecida como uma das artistas mais vendidas na Ásia. Seu trabalho lhe valeu vários prêmios e elogios, incluindo seis Golden Melody Awards , um MTV Asia Award e um MTV Video Music Award . Ela foi aclamada como um empreendedora, especialmente depois que ela fundou sua própria produção musical e empresa de gestão Eternal em 2009. A revista Forbes relatou que ela é uma das celebridades chinesas mais bem pagas, com o patrimônio líquido estimado de NT US$ 2 bilhões em 2014.

## Biografia

### Infância e adolescência
Tsai nasceu com os pais Tsai Chu-chen e Huang Chun-mei em Hsinchuang, Taipei, Taiwan, em 15 de setembro de 1980. Seu pai é descendente de chineses han, enquanto sua mãe é metade chinesa han e meio papora. Ela frequentou a escola primária de Hsinchuang. Tsai era conhecida por suas notas altas e frequentemente alcançava o top 3 da classe desde o ensino fundamental. Tsai era uma velocista de 200 metros na escola primária, mas desistiu depois que machucou o tornozelo. Tsai mais tarde frequentou a Hsinchuang Junior High School e a Chingmei Girls 'High School, onde ela e seus amigos formaram uma banda Twister pela qual ela cantou, mas a banda se dissolveu rapidamente.[carece de fontes?] No segundo ano do ensino médio, ela fez sua estreia no campus e cantou "Zombie" do Cranberries na festa de boas-vindas da associação de música pop da escola. Em um evento diferente no campus, ela cantou "The Rose", de Bette Midler, e foi animada pela recepção entusiasmada que seu público lhe deu.

### 1998-2001: Universal
Jolin começou sua trajetória participando de uma competição na MTV em maio de 1998, aos 18 anos, em recomendação da escola e iniciativa dos colegas. Competiu contra três mil concorrentes e foi a vencedora interpretando "Greatest Love of All" de Whitney Houston. Em março de 1999, após o concurso, assinou contrato com a Universal Music.
Em julho 1999, Jolin lançou seu primeiro single "Living With the World", que obteve enorme sucesso. Logo após, lançou seu primeiro álbum "1019", que vendeu 400.000 cópias. Devido ao sucesso do primeiro disco, lançou seu segundo álbum em maio de 2000. "Don't Stop" foi outro enorme sucesso e muitos de seus hits ficaram conhecidos na região.
A imagem da cantora - mais madura e calma - sofreu mudanças para seu terceiro álbum "Show Your Love" que acabou por vender menos do que os dois anteriores. O quarto álbum, "Lucky Number", também não foi capaz de trazê-la de volta ao mesmo nível de popularidade, apesar de uma campanha sem descanso. No fim de 2001, acaba o contrato da cantora com a Universal Music e é lançada a primeira compilação de seus sucessos.

### 2002-2006:Magic,CastleeJ-Game
Experiente com a grande disputa por contratos com gravadoras, Jolin assinou em julho de 2002 um contrato com a Sony Music e veio a ter a maior virada de sua carreira. O primeiro single lançado foi "Spirit Of The Knight" que se tornou um enorme sucesso, devido a um plano de marketing bem sucedido, assim como no seu primeiro álbum. O álbum "Magic" ficou por três meses no topo das paradas de Taiwan e vendeu mais de um milhão de cópias na Ásia. A nova imagem da cantora era agora mais sexy e provocante e sua música mais orientada para a dance music. O sexto álbum da cantora, "Castle", tornou-se tão popular quanto o anterior e repetiu a fórmula do disco anterior com parte das músicas escritas por Jay Chou, que conforme os rumores, seria seu namorado na época.
Do modo como ela começa a se destacar no pico da música, Jolin facilmente vende 30 milhões de cópias de seus álbuns em 2005, lançando em abril do mesmo ano o sétimo álbum da cantora, "J-game", que também atinge o topo das paradas de sucesso, fazendo com que a cantora seja eleita a melhor cantora por três anos seguidos e se torne extremamente popular em Hong Kong, na China, na Malásia e Cingapura. Vendeu mais de um milhão de cópias em pouco mais de um mês. O álbum contém um número maior de faixas com influência do hip-hop, mas manteve ainda as músicas dançantes e baladas de amor que a tornaram conhecida. No começo de 2006 foi anunciado que Jolin estava deixando a Sony e transferindo-se para a Capitol. Em maio de 2006, a Sony lançou um "J-top" da cantora com dois CDs e um DVD.

### 2006-2008:Dancing DivaeAgent J
O primeiro álbum da cantora com a Capitol: Dancing Diva foi lançado em maio de 2006. O álbum tornou-se o mais vendido da carreira de Jolin, vendendo acima de duas milhões de cópias. Ainda rendeu a Jolin o Golden Melody Awards, o prêmio de cantora mais popular, por votação de seus fãs, e o 18° Taiwan Golden Melody de uma só vez, e tornou Jolin Tsai a cantora mais jovem a receber um TGM. "Dancing Diva" tem recebido grande sucesso, tanto na qualidade quanto na habilidade da cantora. A forma como foi criado trouxe uma sensação refrescante ao público em geral, sendo um marco na carreira da cantora. Jolin lançou The Acquired Talent em junho de 2007, incluindo shows de sua turnê mundial e um documentário sobre seu trabalho, esforço e perseverança na preparação da turnê.
O seu segundo álbum na Capitol Records, Agent J, foi lançado em setembro de 2007. O álbum contém 11 músicas novas. A versão deluxe do álbum contém um filme de 70 minutos, dividido em 3 partes, filmado em Paris, Londres e Bangkok. A cantora trabalhou duro nesses dois álbuns, sendo estes não só através do Reino Unido, França e Tailândia. Os álbuns trazem o uso do Zhang Xinlei Kila Kila Dance, estilo de música que torna-se uma nova onda de música de dança e um marco nos seus álbuns. Pelo segundo ano, Jolin teve o álbum mais vendido em Taiwan e o DVD "The Acquired Talent" foi o DVD mais vendido na categoria música.
Em novembro, corre um ruído devido ao grande impulso na Ásia e, depois, a EMI Corporation é manchada após um dueto de Jolin Tsai e Kylie Minogue, cantora australiana, em "In My Arms". Em 2008 foi originalmente marcada a estreia do seu novo álbum "Love Exercise" para março, com áudiobook em inglês, mas foi cancelada a data, o que levou aos fãs, assim como fora da mídia, a especulação de que o contrato de Jolin estava terminado. O álbum foi lançado em outubro de 2008 e vendeu muito pouco em inglês, mas mesmo assim foi um marco no pessoal de Jolin Tsai.

### 2009-presente:Butterfly,Myself,Muse,Play  e Ugly Beauty
Em dezembro de 2008, Jolin Tsai assina contrato com a Warner Music, e continua trabalhando com Ze-shan. Em março de 2009, Jolin Tsai lança seu primeiro álbum com a gravadora: "Butterfly", o qual leva uma nova onda sem hesitação ao público. Em Taiwan, Feng Yunbang, as vendas têm uma porcentagem muito elevada de 68,11%. Para propaganda do álbum, a cantora usa 20 conjuntos e Butterfly se torna o mais novo sucesso da cantora. Jolin viajou aos Estados Unidos e trouxe nesse álbum o estilo de dança mais recente Jass Street - Street Jass, com uma aparência e dança nova para o mundo. "Butterfly" logo foi um grande sucesso ultrapassando dois milhões de cópias vendidas.
Em 2010 ela lançou seu mais recente álbum intitulado "Myself". Voltado ao estilo vogueing, o primeiro single lançado foi "Honey Trap", que logo se tornou uma das mais tocadas no país naquele ano. O vídeo para "Love Player" causou grande repercussão negativa ao mostrar Jolin nua em uma banheira com espuma. Mesmo com os lançamentos de "Nothing Left To Say", "Real Hurt", "Butterflies In My Stomach" e mais tarde, "Black-haired Beautiful Girl", o álbum não conseguiu alcançar as vendas esperadas e não conseguiu nem atingir 200 mil cópias em Taiwan.
No mesmo ano, Jolin saiu com a turnê "Myself World Tour" passando por países como China, Malásia e Filipinas. Atualmente ela grava seu novo álbum com previsão de lançamento para o final de 2012.

## Características musicais

### Vocais
Tsai possuía o alcance vocal mezzo-soprano. Ela emergiu campeã em uma competição de canto da MTV e usou um timbre vocal feminino e brilhante em seus primeiros álbuns. No entanto, ela foi criticada em seus primeiros anos por seus vocais devido ao seu alcance vocal limitado. O produtor Bing Wang, que colaborou com Tsai em seu álbum Magic (2003), destacou seu tom e timbre como distintos, mas ele afirmou que "ela não tem vocais talentosos". Em 2007, Tsai ganhou o Golden Melody Award de Melhor Cantora Mandarim, e foi a primeira vez que seus vocais foram reconhecidos por prêmios de música profissional. No entanto, sua vitória para Melhor Cantora Mandarim gerou polêmica entre os críticos. Os prêmios do júri responderam que "ela ganhou devido ao seu talento geral e apelo pop universal". Sam Chen, presidente da Warner Music Taiwan, comentou que ela "não é uma vocalista nata, mas estudou com treinadores vocais".
Antes das sessões de gravação de quase todos os seus álbuns de estúdio, Tsai teve aulas de canto, o que aumentou seu alcance vocal. O produtor Tiger Chung, que colaborou com Tsai em seu álbum Play, elogiou seu alcance vocal e poder. No entanto, Play não conseguiu uma indicação ao Golden Melody Award de Melhor Cantora Mandarin. Isso gerou polêmica entre o público em geral, e o júri dos prêmios respondeu que duvidavam do uso excessivo da correção de tom nas músicas do álbum.  No entanto, o gerente de Tsai, Tom Wang, descartou os rumores, "damos boas-vindas aos que estão em dúvida por ouvirem sua performance ao vivo. Estou confiante com a capacidade dela", disse ele. Os críticos Chen Le-jung, depois de assistirem sua performance ao vivo durante a Play World Tour, comentaram que Tsai está "sendo capaz de cantar longas e vozes sem esforço".

### Influências
Tsai citou suas principais influências em sua carreira musical como Whitney Houston, Mariah Carey, Destiny's Child e Madonna. Ela citou Whitney Houston e Mariah Carey seus "dois artistas favoritos", com quem ela costumava cantar na infância. "Hero", de Mariah Carey, e "Greatest Love of All", de Whitney Houston, foram duas das músicas que ela apresentou no concurso de canto da MTV e a ajudaram a receber o campeão. Tsai também citou a grande influência de Destiny's Child em sua carreira musical, e elogiou seus vocais e dança poderosos. Desde Dancing Diva (2006), Tsai faz comparações com Madonna em termos de presença no palco. Tsai comentou que "eu sou uma grande fã de Madonna. Ela é a pessoa que eu admiro. Eu gostaria de ser uma estrela como ela." O coreógrafo Chang Sheng-feng, que colaborou com Tsai desde sua estreia. , alegou que ela teve tempo para assistir à apresentação ao vivo de Madonna.
Tsai também descreveu que "todos os movimentos de dança de Madonna eram poderosos, e esse é o estilo de performance de palco que eu admiro". Durante sua J1 World Tour (2004-2006), Tsai apareceu no palco em uma plataforma crescente e bateu poses de ioga, e mais tarde ela alegou que foi inspirada pela performance ao vivo de Madonna durante sua Re-Invention World Tour (2004); O videoclipe de "Honey Trap" de Myself (2010) apresenta uma moda em homenagem a Madonna. Madonna trouxe grande popularidade à dance music no cenário musical mainstream, e era semelhante ao que Tsai gostaria de fazer na Grande China. Tsai comentou: "a cantora pop deveria desafiar conceitos preexistentes e levar o público a aceitar novos gêneros musicais; os trabalhos de Madonna eram controversos e de certa forma criticados quando lançados, mas depois de anos eles eram considerados obras-primas". também nomeou Janet Jackson, Kylie Minogue, Sandy Lam, Faye Wong, Coco Lee e A-Mei como fontes de inspiração.

## Discografia
- 1019 (1999)
- Don't Stop (2000)
- Show Your Love (2000)
- Lucky Number (2001)
- Magic (2003)
- Castle (2004)
- J-Game (2005)
- Dancing Diva (2006)
- Agent J (2007)
- Butterfly (2009)
- Myself (2010)
- Muse (2012)
- Play (2014)
- Ugly beauty (2018)

## Turnês
- J1 World Tour (2004–06)
- Dancing Forever World Tour (2006–09)
- Myself World Tour (2010–13)
- Play World Tour (2015–16)
- Ugly Beauty World Tour (2019–2020)